# مؤذن‌زاده علی پاشا
مؤذن زاده علی پاشا یا صوفی علی پاشا (ترکی: Müezzinzade Ali Paşa، مرگ: ۷ اکتبر ۱۵۷۱) سیاستمدار و دریاسالار عثمانی بود. او طی جنگ لپانتو دریاسالار ارشد نیروی دریایی عثمانی بود و طی همین نبرد کشته شد. او از سال ۱۵۶۳ تا ۱۵۶۶ میلادی فرمانروایی مصر را بر عهده داشت.

## زندگی‌نامه

### اوایل زندگی
او از افراد مورد اعتماد سلطان سلیم دوم بود و با یکی از دخترهای او ازدواج کرده بود. او از سال ۱۵۶۳ تا ۱۵۶۶ میلادی فرمانروایی مصر را که در آن دوران تحت سلطه عثمانی بود را بر عهده داشت. گفته می‌شود او از زاهدان والامرتبه صوفی‌ها بود و لباس پشمی برتن می‌کرد و بسیار عبادت می‌کرد.

### فتح قبرس توسط ارتش عثمانی
در ۱۶ می ۱۵۷۰ علی پاشا همراه با ۱۸۸ کشتی قسطنطنیه را به منظور تصرف قبرس ترک کرد در این نبرد فرماندهی ناوگان عثمانی بر عهده مصطفی پاشا بود. هنگامی که ارتش عثمانی مشغول جنگ در قبرس بودند علی پاشا با استقرار ناوگان عثمانی در جزیره کرت مشغول جنگ با کشتی‌های ونیزی شد و از ورود هرگونه کمک مسیحیان اروپایی به ونیزی‌های مستقر در قبرس جلوگیری می‌کرد.

### جنگ لپانتو و مرگ

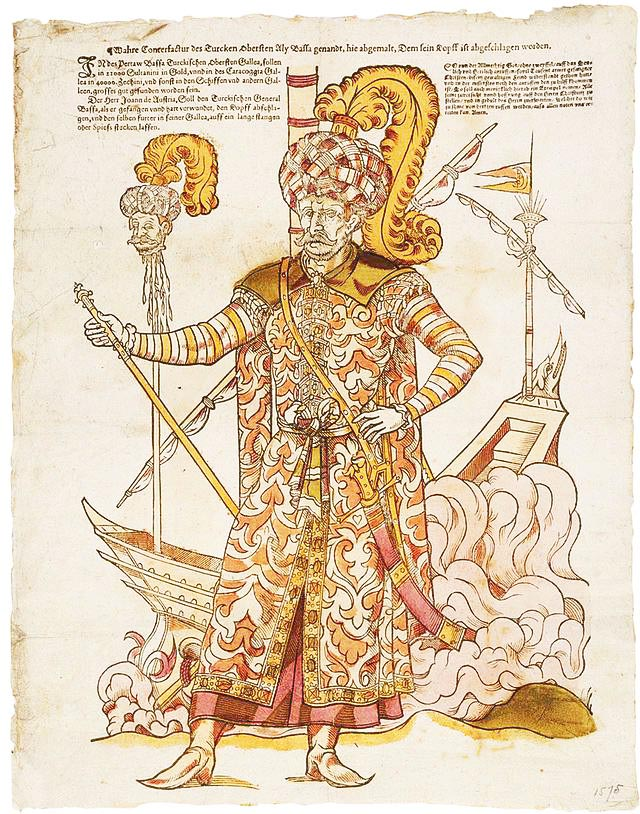
تصویر نقاشی شده از مؤذن زاده علی پاشا توسط یک نقاش آلمانی بعد از مرگ او در جنگ لپانتو، ۱۵۷۱

علی پاشا فرمانده نیروی دریایی عثمانی در جنگ لپانتو بود. سلطان سلیم در این نبرد پرچم عثمانی که پرچم سبز رنگ بزرگ بود و روی آن الله و آیاتی از قرآن را طلا دوزی کرده بودند را به او سپرده بود.
مهارت جنگ در خشکی علی پاشا بسیار بیشتر از جنگ دریایی بود. عدم آگاهی او در این زمینه موجب شد تا ناوگان تحت امر خود را به شکل جنگ در خشکی آرایش دهد و این امر به مسیحیان کمک کرد تا در دل ناوگان عثمانی نفوذ کرده و آن‌ها را محاصره کنند.
طی این نبرد رئال (کشتی) که جان اتریشی فرماندهی آن را بر عهده داشت توانست خود را به نزدیکی کشتی علی پاشا برساند. سرانجام پس از یک ساعت جنگ خونین علی پاشا و تمام افراد او کشته شدند. پس از کشته شدن علی پاشا مسیحی‌ها سر او را از تن جدا و بر فراز نیزه به نمایش گذاشتند.